# Paso (fabricación)
El paso, en fabricación, se refiere a la distancia que se desplaza el material que está siendo tratado (puede ser una chapa metálica), entre una operación y la siguiente para obtener un perfil.
En la figura arriba adjuntada se muestra una distancia de paso = A, la cual muestra el desplazamiento de la chapa entre cada operación de corte del punzón como para citar un ejemplo.
Nótese que entre cada pieza cortada (se adjunta imagen del perfil de la pieza más abajo), se debe dejar un espesor para así poder obtener las correctas dimensiones de la pieza.
- Datos: Q6065783